# Mcclungia cymo
Espèce
Mcclungia cymo est une espèce d'insectes lépidoptères (papillons) de la famille des Nymphalidae, de la sous-famille des Danainae et du genre Mcclungia dont il est le seul représentant.

## Dénomination
Mcclungia cymo a été décrit par Jacob Hübner en 1806 sous le nom initial de Nereis cymo.

### Sous-espèces
- Mcclungia cymo cymo ; présent au Brésil
- Mcclungia cymo arcuata (Tessmann, 1928) ; présent au Pérou.
- Mcclungia cymo collenettei (Talbot, 1928) ; présent au Brésil
- Mcclungia cymo fallens (Haensch, 1905) ; présent au Brésil
- Mcclungia cymo salonina (Hewitson, 1855) ; présent en Équateur, en Bolivie et au Paraguay.
- Mcclungia cymo subtilis (Haensch, 1903) ; présent en Équateur et  au Pérou.
- Mcclungia cymo trepotis (Haensch, 1919) ; présent en Bolivie.
- Mcclungia cymo wana (Hall, 1930) ; présent en Guyana[1].

### Nom vernaculaire
Mcclungia cymo se nomme Cymo Clairwing en anglais.

## Description
Mcclungia cymo est un papillon aux ailes transparentes à apex arrondi avec les ailes antérieures bien plus longues que les ailes postérieures. Les ailes antérieures sont jaune ou vert transparent avec une bordure marron et orange et des veines marron alors que les ailes postérieures sont jaune ou vert transparent à bordure orange.
Le revers est semblable en plus clair avec une ligne de point blanc dans la marge marron.

## Écologie et distribution
Mcclungia cymo est présent en en Équateur, en Bolivie, au Paraguay, dans le nord-est de l'Argentine, au Pérou, au Brésil et en Guyana.

### Protection
Pas de statut de protection particulier.